# 伊雷勒塞克
伊雷勒塞克（法語：Iré-le-Sec，發音：[iʁe lə sɛk]），法国东北部市镇，位于大东部大区默兹省，隶属于凡尔登区，其市镇面积为8.31平方公里，2022年1月1日时人口数量为151人，在法国市镇中排名第28,535位（2022年）。
伊雷勒塞克位于默兹省北部，多条公路在此交汇。

## 地名来源
“Iré-le-Sec”一名的来源及含义均尚有待考证。在十九世纪以前，当地的官方名称拼写曾为“Ire le Secq”。

## 历史
伊雷勒塞克的早期历史尚不清楚，该地历史上可能长期为一处普通农业聚落。法国大革命后，伊雷勒塞克成为默兹省的一个市镇。自十九世纪中后期以来，伊雷勒塞克的人口数量逐年下降。1978年，伊雷勒塞克境内的一处湖泊被开辟为野营地。

## 地理

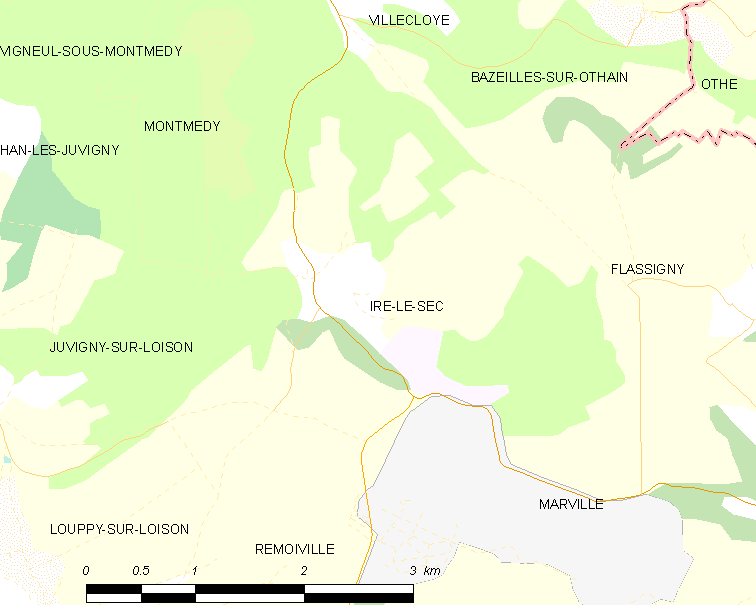
伊雷勒塞克市镇范围地图

伊雷勒塞克位于法国东北部，大东部大区北部和默兹省北部，距离省会巴勒迪克大约93公里。与伊雷勒塞克接壤的市镇包括：奥坦河畔巴泽耶、弗拉西尼、卢瓦松河畔瑞维尼、卢瓦松河畔卢皮、马尔维尔、蒙梅迪和勒穆瓦维尔。

### 地形
伊雷勒塞克位于洛林高原西北部边缘，境内以浅丘和丘陵为主，市镇中心位于一处河谷地带，其东北和西南两侧为坡地，外缘地带地势较为平坦，全境海拔在220到331米之间。

### 水文
伊雷勒塞克位于默兹河流域范围内，其三级支流沙博河（Le Chabot）自东南向北流经镇中心，其东南部有一处人工水坝修建形成的湖泊。

### 植被
伊雷勒塞克属于温带阔叶混交林区，林地多分布于河流附近及坡地地带，市镇东南部为弗拉泰尔树林（Bois Frater）和沙博树林（Bois du Chabot）。
在鲜花城市的评比中，伊雷勒塞克暂未被评级。

### 自然灾害
伊雷勒塞克的地震危险度等级为1级，属于极低危险；氡辐射等级为1级，属于低危险。1982至2025年1月间，伊雷勒塞克境内共发生3次有记录的自然灾害，其中2次洪涝。

### 气候
伊雷勒塞克在柯本气候分类法中属于带有一定大陆性气候特征的温带海洋性气候（Cfb）。

## 行政区划
伊雷勒塞克的市镇编号为55252，邮政编号为55600。
在行政管理方面，伊雷勒塞克隶属于法国大东部大区默兹省凡尔登区；在地方选举方面，伊雷勒塞克隶属于蒙梅迪县，其市镇范围全境被划入默兹省第二选区；在社会管理方面，伊雷勒塞克是蒙梅迪地区市镇公共社区的组成部分。
截至2025年1月，伊雷勒塞克市镇范围内暂无任何安全优先街区及城市政策优先街区。
法国国家统计与经济研究所（简称“INSEE”）在进行数据统计时，未将伊雷勒塞克划入任何城市核心区（Unité urbaine）及城市辐射区（Aire d'attraction）。此外，INSEE还将伊雷勒塞克市镇整体看作一个“块区”（IRIS），以便于统计人口分布情况。

## 交通

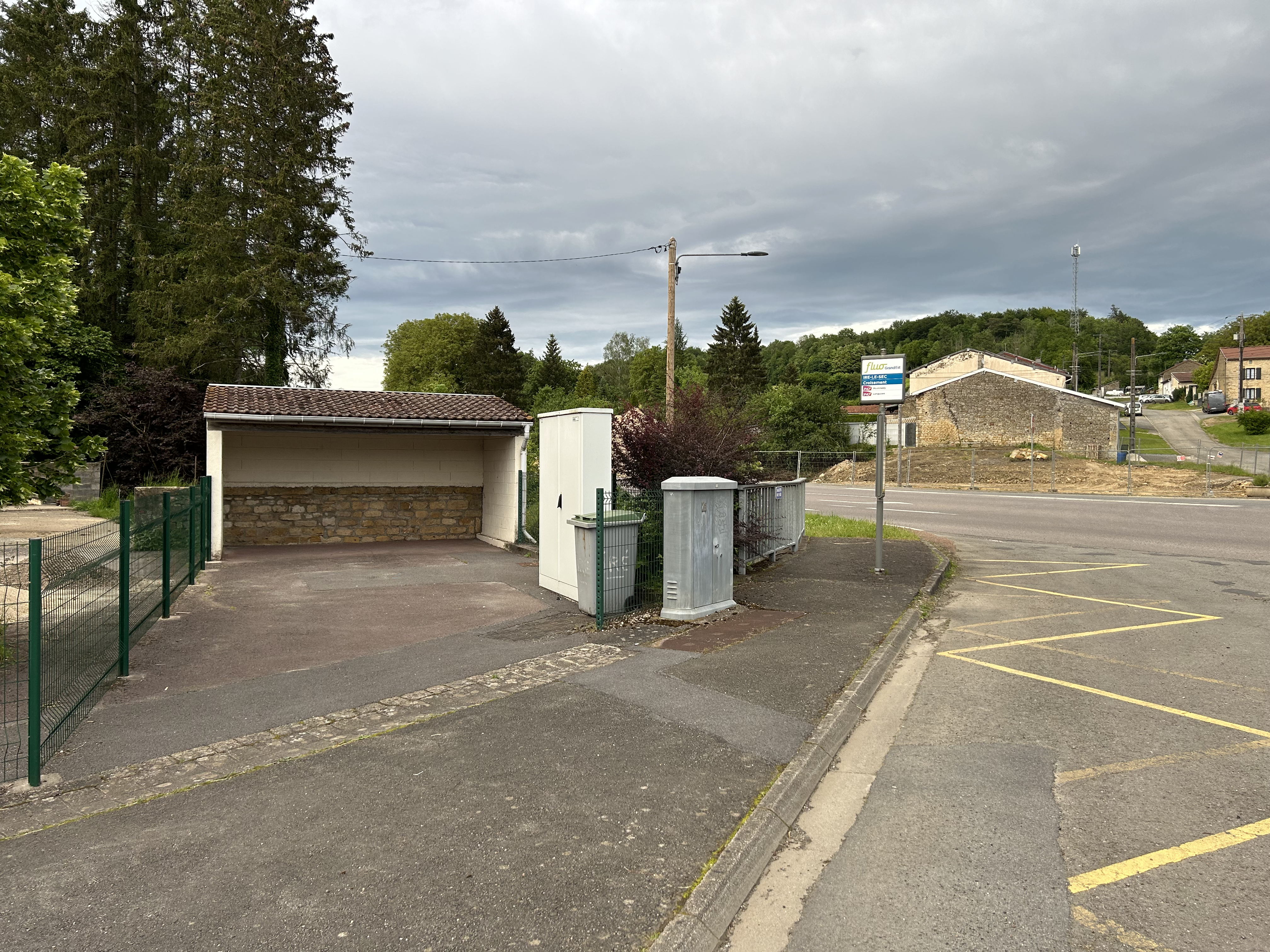
城际巴士停靠站

### 公路
默兹省省道D142线、D142a线、D643线和D905线在伊雷勒塞克境内交汇。大东部大区城际客运（商业名称为“Fluo Grand Est”）下属的默兹省城际客运R37线经停伊雷勒塞克，可通往凡尔登、蒙梅迪等地。
2021年，83.8%的伊雷勒塞克家庭拥有至少一辆私人汽车。2022年，伊雷勒塞克境内共发生各类交通事故1起，造成2人受伤。
| 29 | 47 |

|  | 51 |

| 巴勒迪克 | 93 |

| 凡尔登 | 42 |

| 色当 | 49 |

| 蒙梅迪 | 6 |

| 隆维 | 39 |

| 隆吉永 | 19 |

### 铁路
距离伊雷勒塞克最近的运营中的客运铁路车站为6.5公里外的蒙梅迪站，该站停靠往返于沙勒维尔-梅济耶尔和隆维一线的区域列车。

### 航空
伊雷勒塞克距离卢森堡机场的公路里程大约86公里。

### 城市公共交通
截至2025年2月，伊雷勒塞克暂无城市公共交通系统。

## 政治
伊雷勒塞克的现任市长为达米安·布隆丹先生（Damien BLONDIN），他的党籍不详，在2020年的市政选举中获得了100%的支持率（无其他候选人）。
在2022年的法国总统大选的第二轮选举中，法国极右翼政党国民阵线主席玛丽娜·勒庞在伊雷勒塞克获得了76.47%的支持率。

## 人口
2022年，伊雷勒塞克市镇人口数量为151，在法国排名第28,535位。其中男性82人，女性77人，75岁及以上人口占7.1%，外籍人口数量为29人，人口密度为18人/平方公里，当地居民的称谓尚不清楚。2015至2021年间，伊雷勒塞克的人口增长率为0.4%。2022年，伊雷勒塞克境内出生0人，死亡人口2人。
| 伊雷勒塞克1901年－2022年人口变化情况 |
|                                      |
| 数据来源：Cassini、INSEE             |

## 经济
INSEE于2020年将伊雷勒塞克划入色当就业区（Zone d'emploi de Sedan），并又于2022年将其划入蒙梅迪生活区（Bassin de vie de Montmédy）。截至2025年1月，伊雷勒塞克市镇范围内共有各类用人单位（包含自雇）16家，比上一年同期新增1家。

## 财政与居民收入
2023年，伊雷勒塞克的财政收入总额为155,560欧元，财政支出总额为114,790欧元，当年的债务总额为91,990欧元。2023年，伊雷勒塞克市镇通过增值税获得1,820欧元的收入。
| 伊雷勒塞克居民收入情况                                                                             | 伊雷勒塞克居民收入情况 | 伊雷勒塞克居民收入情况 | 伊雷勒塞克居民收入情况 |
| 内容                                                                                               | 伊雷勒塞克             | 默兹省                 | 法國                   |
| -------------------------------------------------------------------------------------------------- | ---------------------- | ---------------------- | ---------------------- |
| 居民平均时薪                                                                                       | 不详                   | 14.2欧元（2022年）     | 17欧元（2022年）       |
| 高级职员人均时薪                                                                                   | 不详                   | 24.5欧元（2022年）     | 29.1欧元（2022年）     |
| 中级职员人均时薪                                                                                   | 不详                   | 16欧元（2022年）       | 16.6欧元（2022年）     |
| 普通职员人均时薪                                                                                   | 不详                   | 11.5欧元（2022年）     | 12.1欧元（2022年）     |
| 工人人均时薪                                                                                       | 不详                   | 12.7欧元（2022年）     | 12.5欧元（2022年）     |
| 贫困率                                                                                             | 不详                   | 14.8%（2021年）        | 14.5%（2021年）        |
| 青壮年（15至64岁）失业率                                                                           | 8.3%（2021年）         | 11.7%（2021年）        | 10.4%（2021年）        |
| 家庭总数                                                                                           | 52（2022年）           | 160（2022年）          | 1,160（2022年）        |
| 征税家庭数量占比                                                                                   | 38.6%（2023年）        | 47%（2022年）          | 44.8%（2022年）        |
| 家庭年均纳税                                                                                       | 2,777欧元（2023年）    | 2,337欧元（2022年）    | 4,481欧元（2022年）    |
| *注：INSEE未公布2,000人口以下市镇的部分经济数据。 资料来源：INSEE、L'Internaute、Le Journal du Net |                        |                        |                        |

## 社会事务

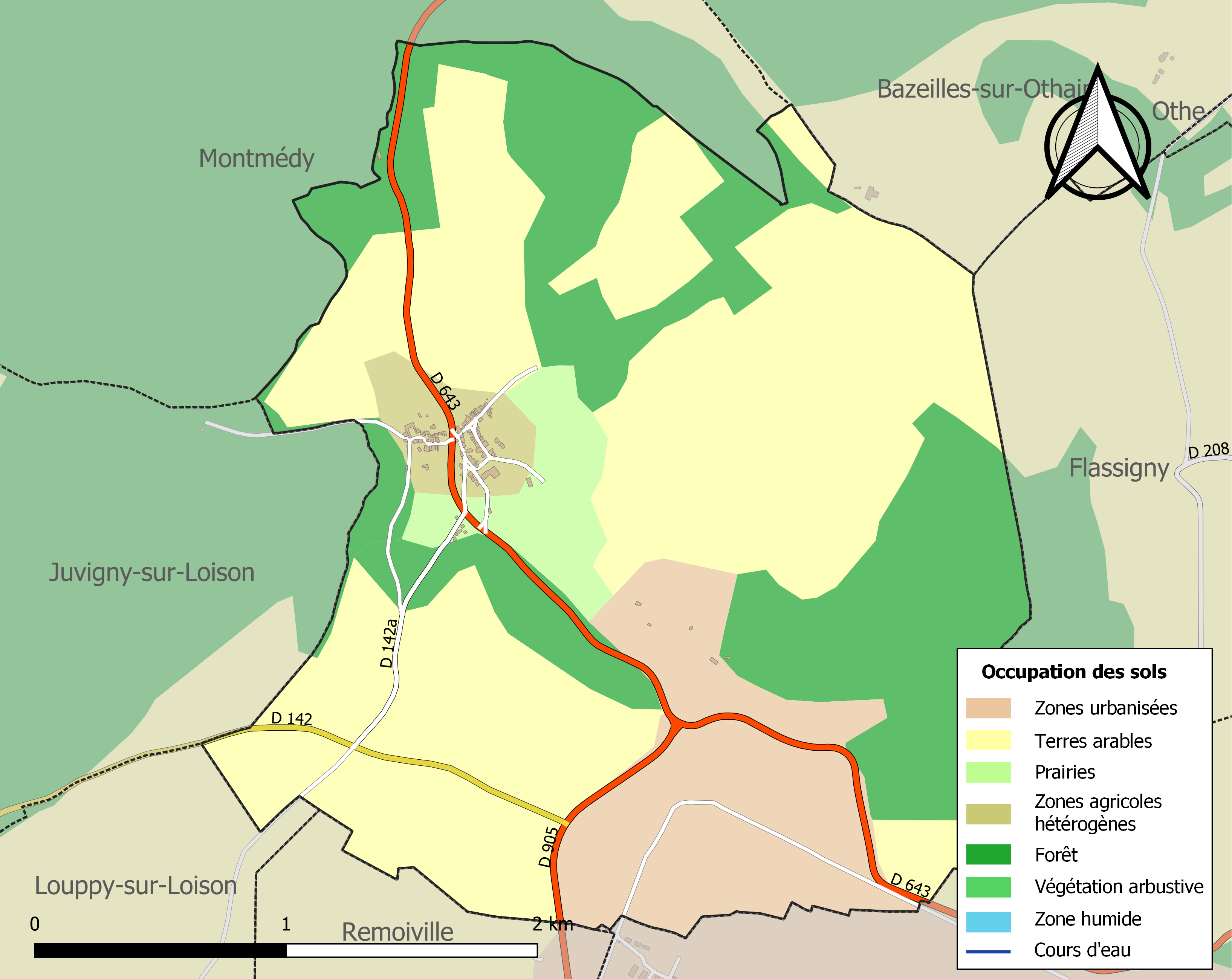
伊雷勒塞克土地利用情况地图

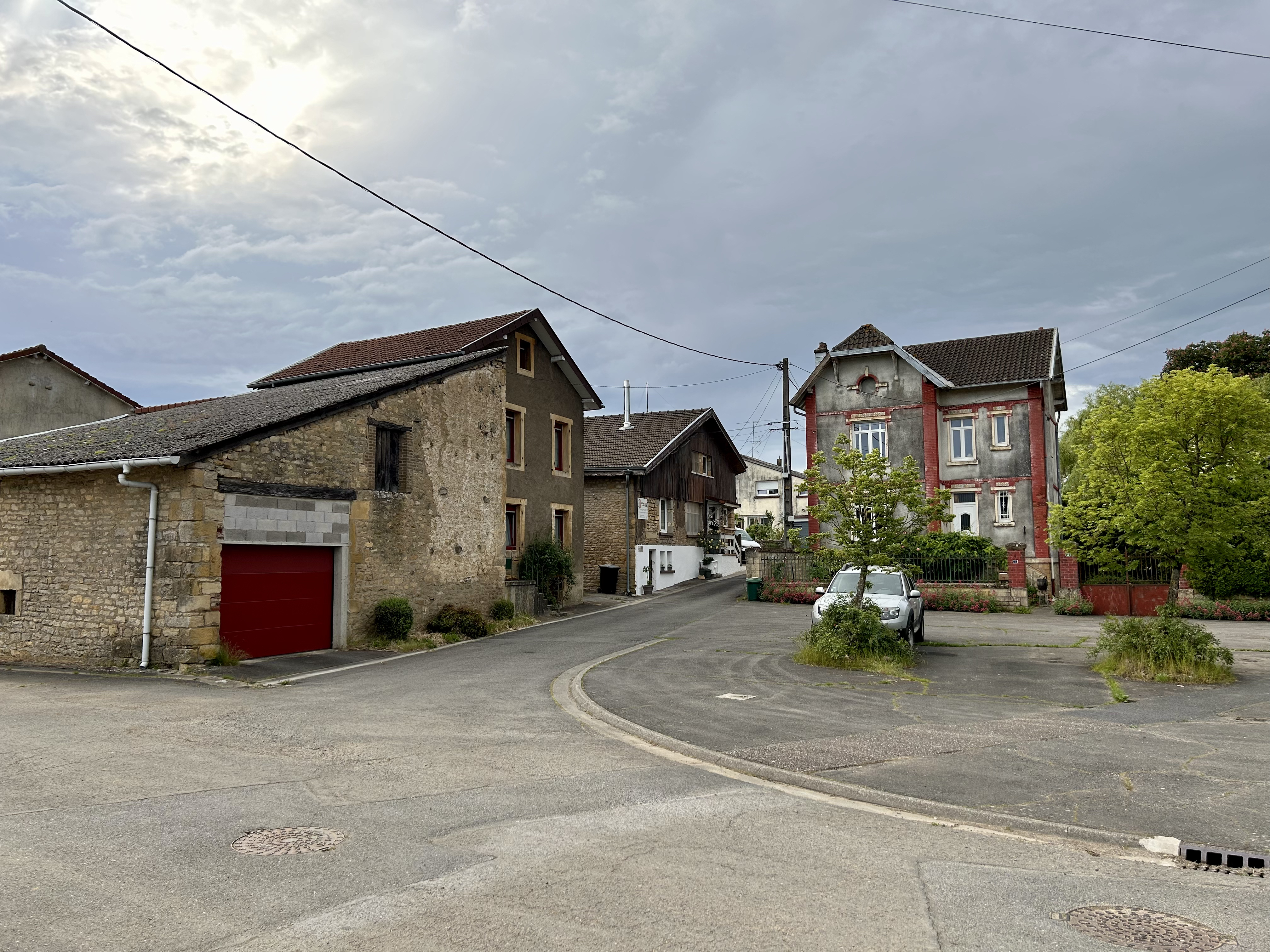
莱普雷巷

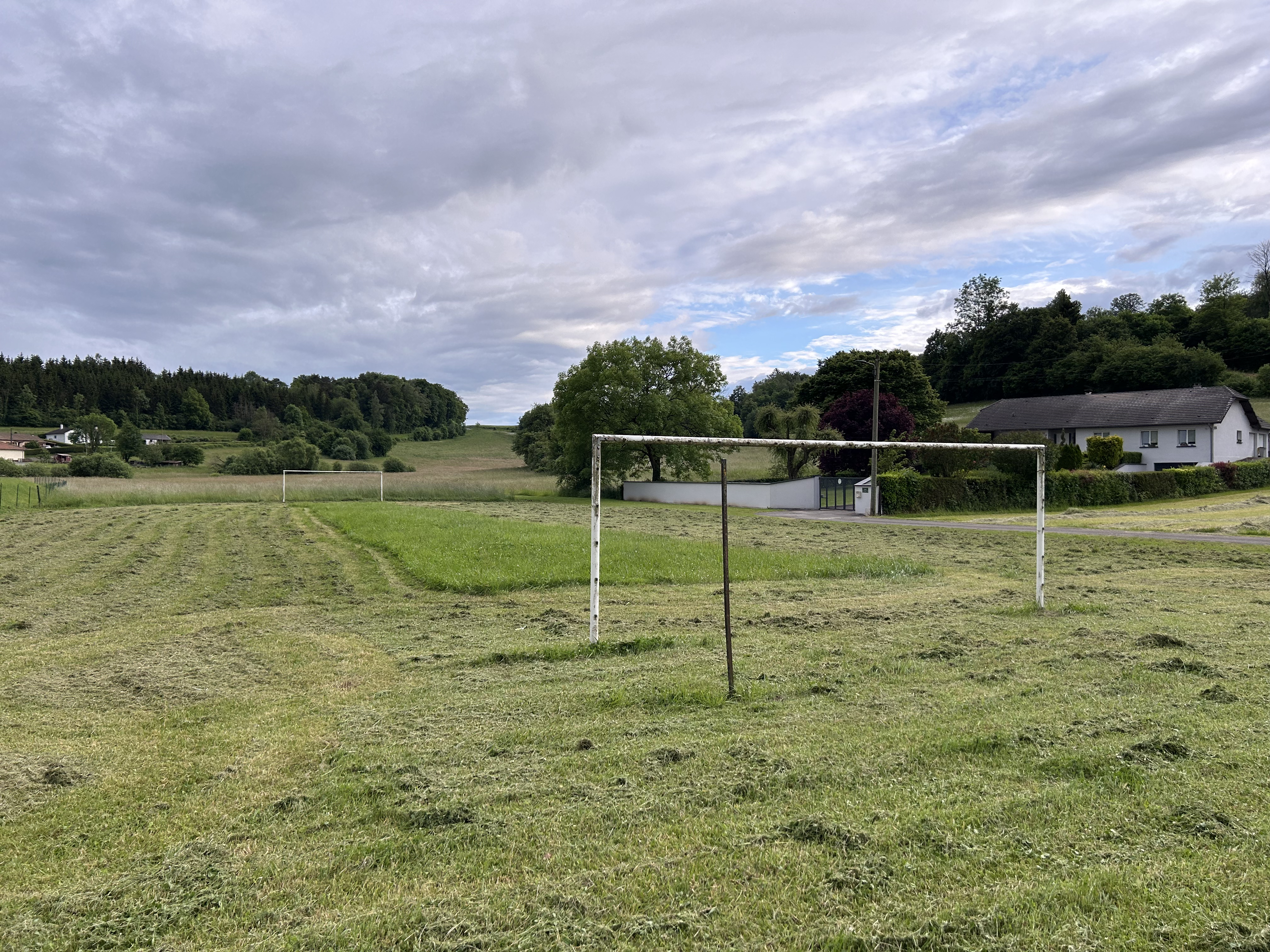
一处荒废状态的足球场

### 教育
伊雷勒塞克属于南锡-梅斯学区。截至2021年1月1日，伊雷勒塞克境内暂无任何教育机构。

### 医疗
截至2023年1月1日，伊雷勒塞克境内暂无任何医疗机构及相关从业人员。
距离伊雷勒塞克最近的区域性医疗机构为凡尔登-圣米耶勒市际中心医院（Centre Hospitalier intercommunal Verdun - Saint-Mihiel），其主病区圣尼古拉医院（Hôpital Saint-Nicolas）位于凡尔登市区南部，距离伊雷勒塞克市区的正常车程大约43分钟，该院设有床位366个，是凡尔登区内规模最大的公立综合性医院。

### 住房
2021年，伊雷勒塞克境内共有各类住房74套，其中85.1%为独立式住宅，9.5%为集中式住宅。常住房屋占伊雷勒塞克市镇范围内居民建筑总量的85.1%。2023年，伊雷勒塞克的居住税率为9.40%，不动产税率为32.49%（其中空置土地的不动产税率为17.94%）。
在住房保障政策方面，2023年，伊雷勒塞克境内共有15户家庭获得了家庭津贴补助，受益人数占总人口数量的9.9%，无房租补助。

### 商业
2023年，伊雷勒塞克境内共有餐厅1家。

### 体育
2023年，伊雷勒塞克境内有1处足球或橄榄球场。
截至2025年2月，伊雷勒塞克境内暂无任何注册足球俱乐部。

### 环境
伊雷勒塞克的环境事务由其所属的蒙梅迪地区市镇公共社区联合各级政府协调负责。2023年，伊雷勒塞克境内暂无污染企业。

### 治安
2023年，伊雷勒塞克市镇范围内累计记录各类案件2起，均为盗窃类案件。

## 文化

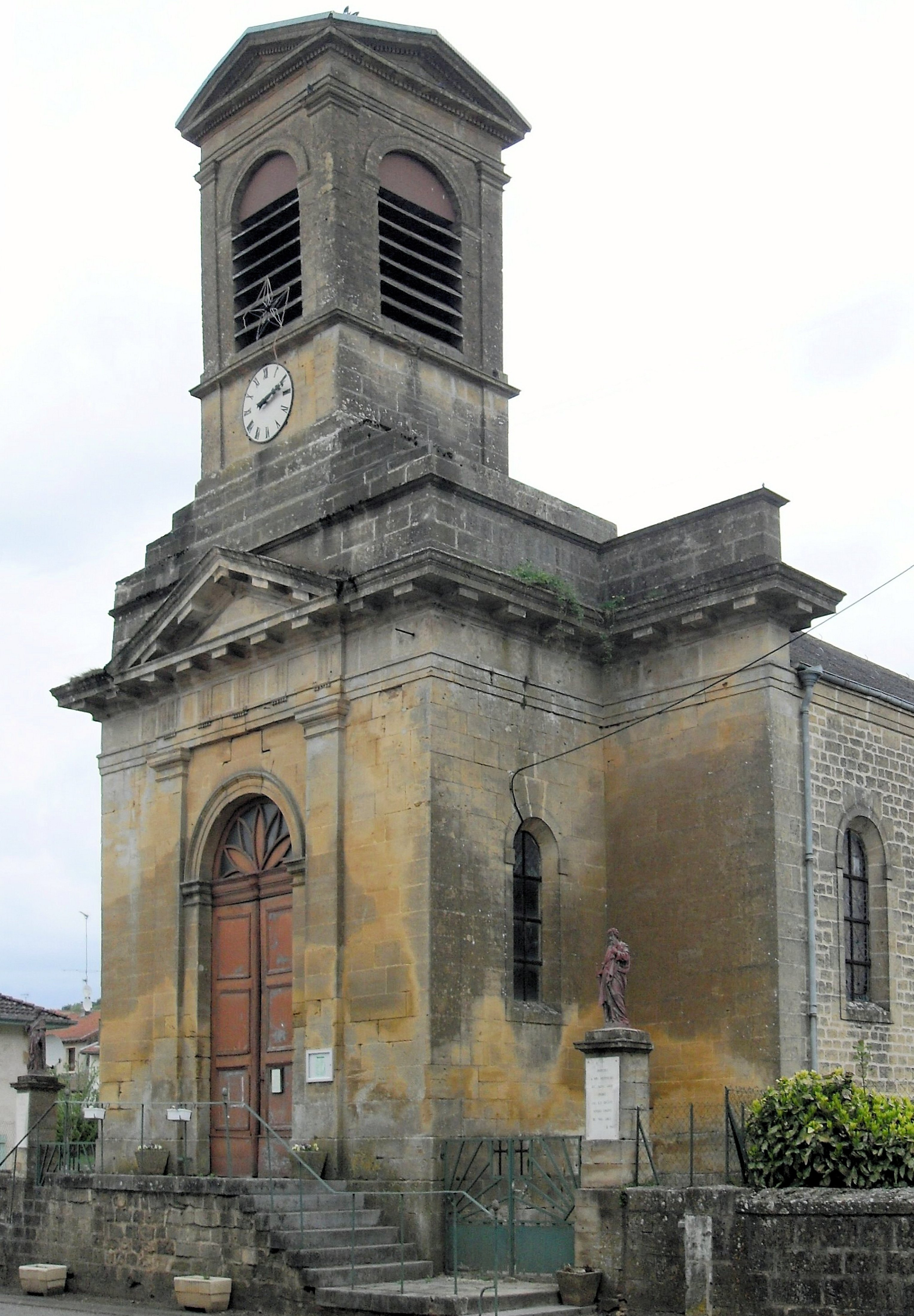
圣于贝尔教堂

2021年，伊雷勒塞克境内暂无任何文化设施。

### 建筑
截至2025年2月，伊雷勒塞克境内暂无法国国家文物保护单位，当地镇中心的圣于贝尔教堂（Église Saint-Hubert d'Iré-le-Sec）是当地的一处地标性建筑物。

### 旅游
伊雷勒塞克的旅游事务由其所属的蒙梅迪地区市镇公共社区联合各级政府协调负责。2024年，伊雷勒塞克境内暂无任何常规游客接待设施。

### 媒体
法国主要的媒体均可在伊雷勒塞克接收，法国电视三台下属的大东部大区频道在部分时段播出伊雷勒塞克所在默兹省的地方新闻。《东部共和党人报》、《默兹资讯》杂志（Meuz’Info）、默兹省广播（Meuse FM）等为当地主要的地方性媒体。

## 友好城市
截至2025年2月，伊雷勒塞克暂未建立任何友好城市关系。